# 76e parallèle sud
Pour les articles homonymes, voir 76e parallèle.
En géographie, le 76e parallèle sud est le parallèle joignant les points de la surface de la Terre dont la latitude est égale à 76° sud.

## Géographie

### Dimensions
Dans le système géodésique WGS 84, au niveau de 76° de latitude sud, un degré de longitude équivaut à 27,016 km ; la longueur totale du parallèle est donc de 9 726 km, soit environ 24,5 % de celle de l'équateur. Il en est distant de 8 439 km et du pôle Sud de 1 563 km,.

### Régions traversées
Le 76e parallèle sud passe au-dessus de l'Antarctique sur les trois quarts de sa longueur, le reste étant situé sur l'océan Austral.
Le tableau ci-dessous résume les différentes zones traversées par le parallèle :
| Zone                           | Début                 | Fin                   | Longueur (km) |
| ------------------------------ | --------------------- | --------------------- | ------------- |
| Antarctique                    | 76° 00′ S, 26° 19′ O  | 76° 00′ S, 162° 43′ E | 5 107         |
| Océan Austral (mer de Ross)    | 76° 00′ S, 162° 43′ E | 76° 00′ S, 146° 20′ O | 1 376         |
| Antarctique                    | 76° 00′ S, 146° 20′ O | 76° 00′ S, 66° 38′ O  | 2 153         |
| Océan Austral (mer de Weddell) | 76° 00′ S, 66° 38′ O  | 76° 00′ S, 26° 19′ O  | 1 089         |